# Vettor Pisani (Admiral)

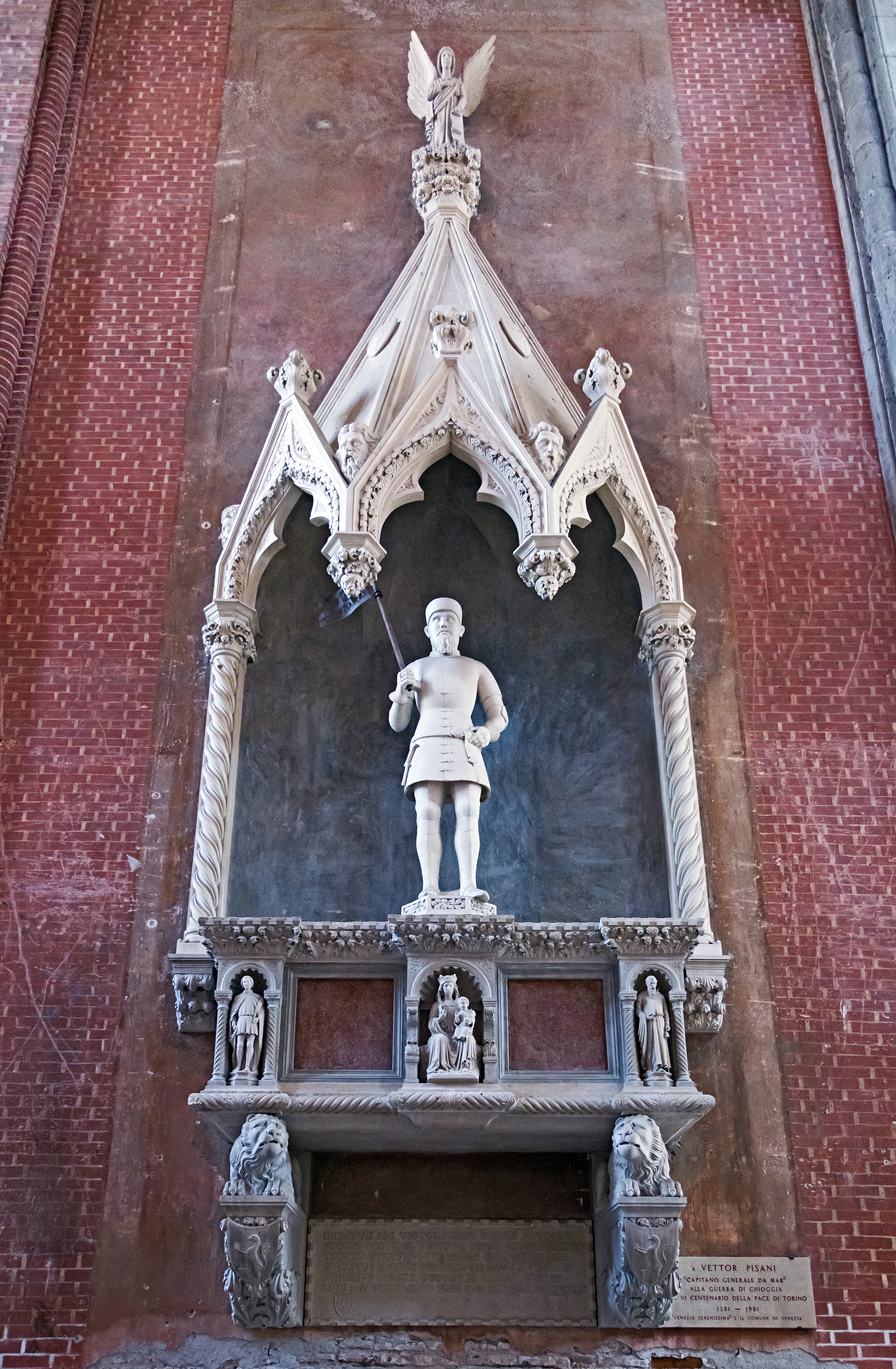
Sein Grab, in Venedig.

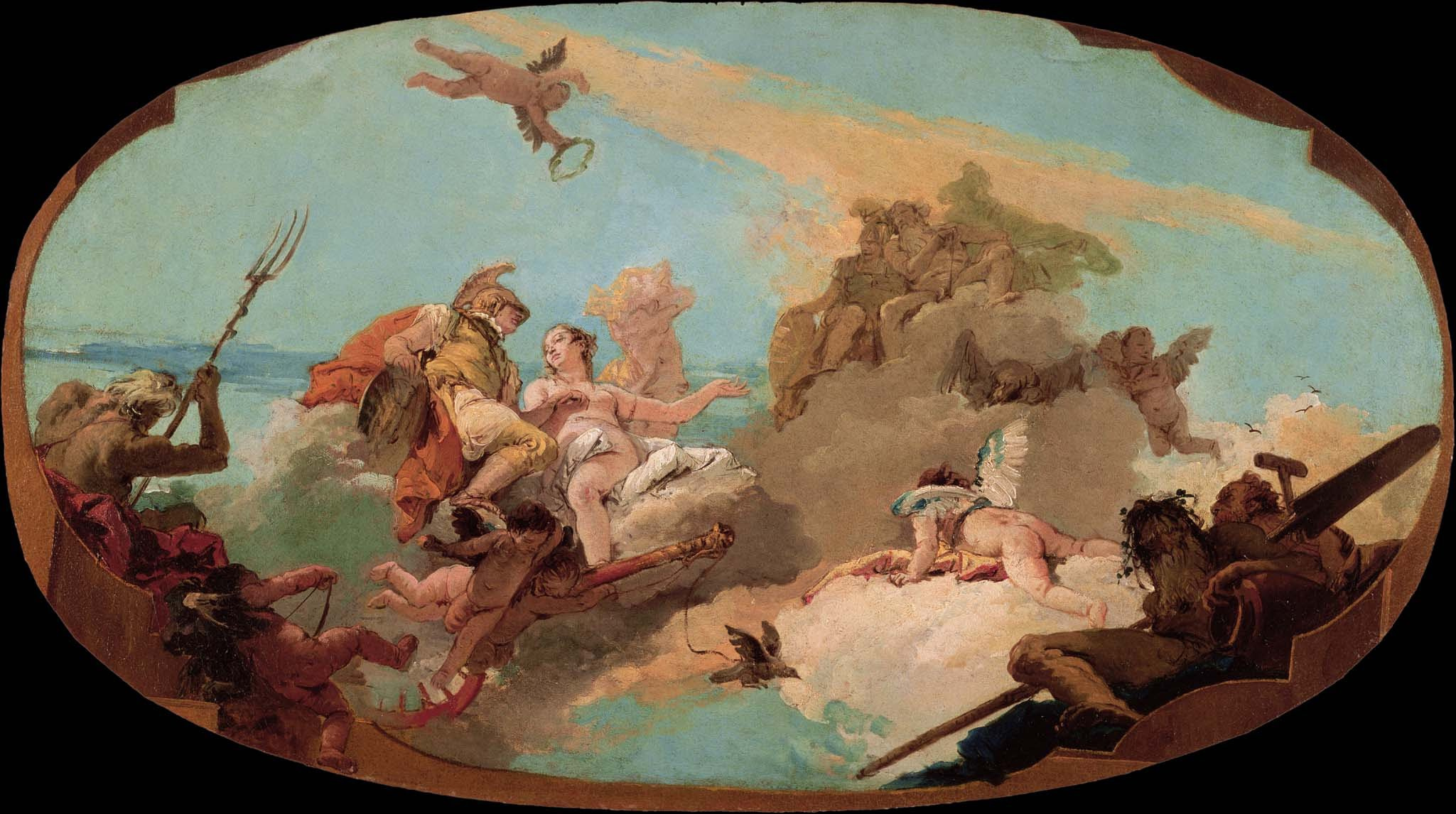
Giovanni Battista Tiepolo, Apoteosi dell'Ammiraglio Vettor Pisani, c. 1743.

Vettor Pisani (* 1324 in Venedig; † 1380 in Manfredonia) war ein venezianischer Admiral.
1378 befehligte Pisani die venezianische Flotte in der Seeschlacht bei Anzio, wo er die Genuesen schlug. Danach eroberte er Cattaro, Sebenico und Arbe, das von den mit Genua verbündeten Ungarn besetzt worden war. Im Mai 1379 unterlag Pisani den Genuesen in der Seeschlacht bei Pola, weswegen er in seiner Heimatstadt ins Gefängnis geworfen wurde. Als die Genuesen im Chioggia-Krieg Venedig bedrohten, forderte das Volk seine Freilassung.
Im Februar 1380 schlug er die genuesische Flotte Luciano Dorias im Kanal von Brontolo und eroberte dann im Juni nach schweren Kämpfen Chioggia zurück. Pisani begründete damit Venedigs Vorherrschaft im Mittelmeer. Er starb noch im Jahr 1380 an einer Krankheit und wurde mit allen Ehren in der Kirche von S. Antonio in Venedig beigesetzt.
Jahrhunderte später verwüsteten die Truppen Napoleons die Kirche, weswegen sich sein Grab heute in der Kirche San Zanipolo befindet.
Seine Statue ist Nr. 14 auf dem Prato della Valle in Padua. Sie entstand 1779.